# 薬師岳
薬師岳（やくしだけ）は、富山県富山市南東部に位置する標高2,926 mの山。剱岳・立山と並ぶ飛騨山脈（北アルプス）立山連峰の主要峰であり、山域は中部山岳国立公園に指定されている。山頂には二等三角点が設定されており、点名は「薬師ヶ岳」。所在地は、富山県富山市大字有峰字直川谷割39・黒部谷割国有林。
日本各地には薬師岳という名の山が多数あり、その最高峰がこの薬師岳である。
日本百名山および花の百名山に選定されている。『花の百名山』では代表的な高山植物としてキバナシャクナゲなどを紹介している。

## 解説

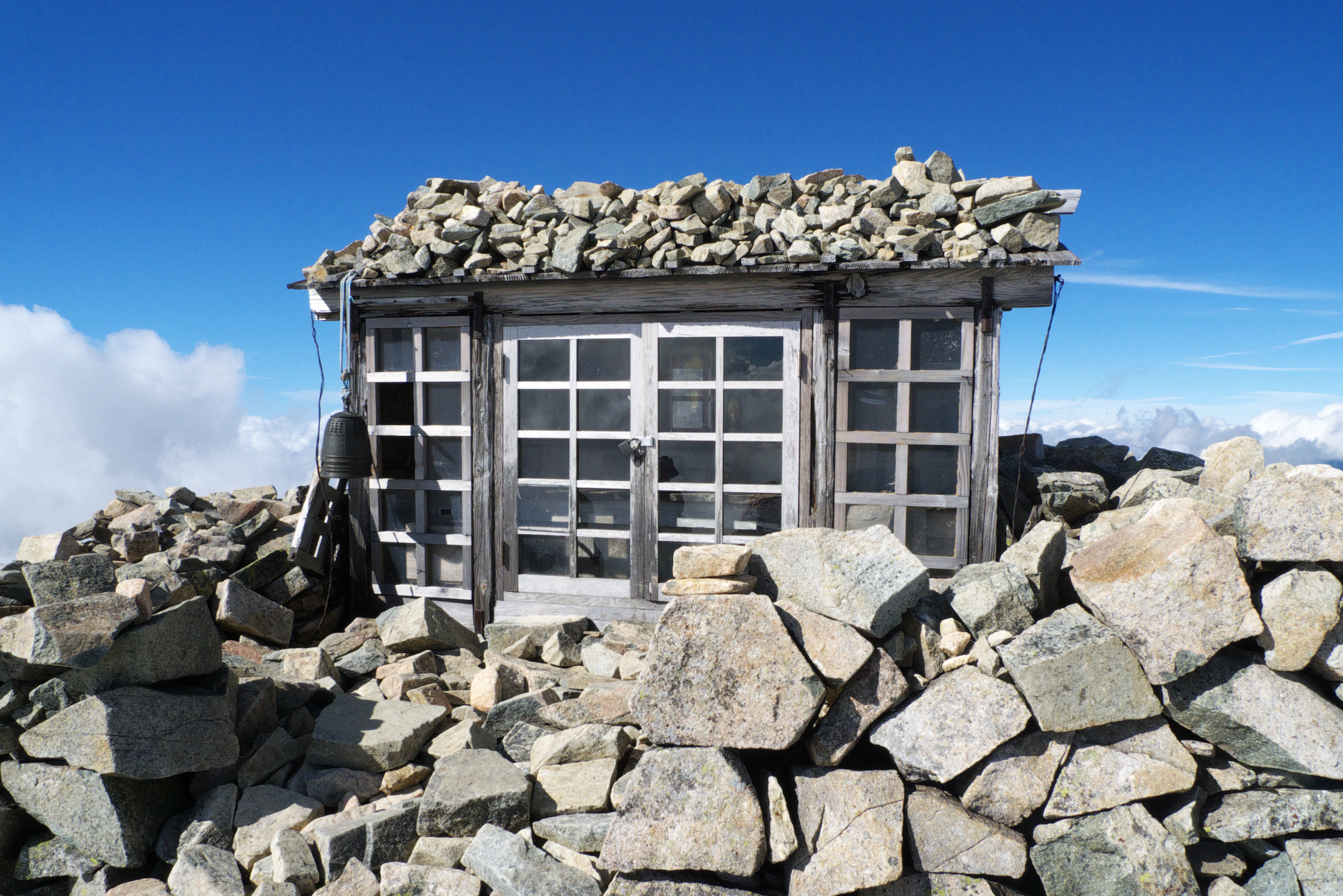
山頂の祠

北アルプスの山で有数の、非常に大きなどっしりとした気品のある山容である。東斜面には、大規模な氷河地形の薬師岳圏谷（カール）群があり、国の特別天然記念物に指定されている。
立山などと同様に、薬師岳も山岳信仰の対象であり、阿弥陀浄土としての立山（雄山）に対し、薬師岳はその名の通り薬師如来の浄土として信仰を集めた。山頂にはこの薬師如来を祀った小さな祠があり、銅剣など、数々の修験の宝具が見られる。有峰ダム完成により水没したかつての有峰集落の住民らは、毎年6月15日に山頂へ登拝を行っていた。有峰が廃村となると有峰側の登山道が廃れ、登山ルートは立山方面からの縦走によるものが主流となったが、有峰林道が開通した後は再び有峰側の登山路が重用されるようになった。

## 歴史
古くから信仰の山とされていた。明治以前は、女人禁制とされていた。
- 1885年（明治18年） - 全国地質測量主任ベンジャミン・スミス・ライマンの助手坂本太郎が、測量調査などの目的で槍ヶ岳から縦走の際に登頂した[8]。
- 1904年（明治37年） - 地質学者の山崎直方が薬師岳東面の圏谷地形を発見した[9]。
- 1907年（明治40年） - この頃から近代登山の記録が残されている[10]。
- 1909年（明治42年） - 田部重治が有峰から登頂した。
- 1913年（大正2年） - 田部重治が島々から徳本峠・上高地・槍ヶ岳を経由して立山温泉までの北アルプス大縦走の際に再登頂した[11]。
- 1924年（大正13年）2月4日 - 伊藤孝一、百瀬慎太郎、赤沼千尋らが薬師岳厳冬期初登頂に成功。登頂および槍ヶ岳方面への縦走の様子をドキュメンタリー映画として撮影した[12]。
- 1926年（大正15年） - 深田久弥が大学1年生の時に、友人と二人でテントを背負い登頂した[4]。
- 1934年（昭和9年）12月4日 - 山域が中部山岳国立公園の特別保護地区に指定された[3]。
- 1952年（昭和27年）3月29日 - 薬師岳の圏谷が、国の特別天然記念物に指定された。
- 1959年（昭和34年） -　有峰ダムが完成。以後折立からの登山道が整備され、この登山道が山頂へのメインルートとなった。
- 1963年（昭和38年）1月15日 - 昭和38年1月豪雪（サンパチ豪雪）の山中で、愛知大学山岳部13人全員が死亡する遭難事故（愛知大学山岳部薬師岳遭難事故）が発生した[13][14][15]。
- 2001年（平成13年）1月6日 - 服部文祥が黒部横断・北薬師岳東稜冬季初登頂を行った[16]。

## 薬師岳の圏谷群

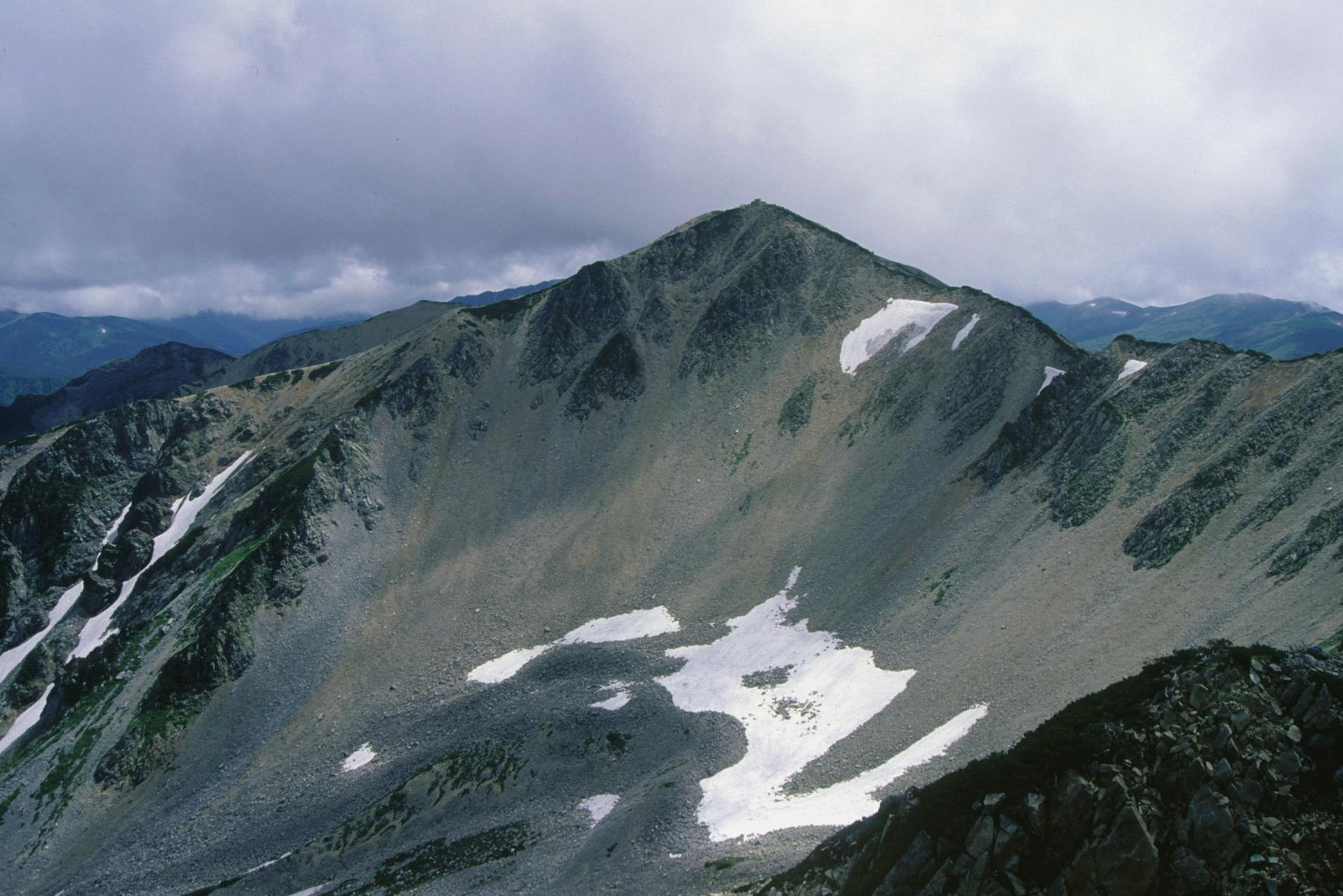
金作谷カールと薬師岳（北薬師岳より）

薬師岳主稜線東面に、北から順に4つの圏谷が並ぶ。
- 北カール（崩壊があり不明瞭）
- 金作谷カール（新田次郎の小説『劔岳 点の記』にも登場する山登りの名人・宮本金作の名が付いている[17]）
- 中央カール
- 南稜カール

## 登山

### 登山ルート
最寄りの登山口は、有峰ダム近く、西銀座ダイヤモンドコースの起点でもある折立であり、周辺の山小屋や薬師峠のキャンプ指定地を利用して、1泊2日で往復されることが多い。立山連峰縦走時にここを通過することもある。
太郎兵衛平、薬師峠、薬師平周辺の登山道では、植物保護のために木道などが整備されている。毎年6月中旬に山開きが行われ、麓の播隆上人像公園で安全祈願祭が行われ、薬師如来像を背負って登頂し、山頂の祠に安置される。10月中旬の薬師岳閉山祭の際に薬師如来像は麓へ下る。山頂直下には愛知大学遭難事故（先述）の慰霊碑がある。山頂は岩が積み重なっており、遮るものがなく北アルプスの大部分の山を見渡すことができる。すぐ北には北薬師岳と金作谷カールが望める。
各方面からは以下のような登頂ルートがある。
- 有峰口：折立 - 太郎兵衛平 - 薬師峠 - 薬師平 - 薬師岳山荘 - 薬師岳
- 立山方面より：室堂 - 立山 - 一ノ越山荘 - 獅子岳 - ザラ峠 - 五色ヶ原 - 越中沢岳 - スゴ乗越 - 間山 - 北薬師岳 - 薬師岳
- 飛越新道：飛越トンネル - 仙人峠 - 鏡池 - 寺地山 - 北ノ俣避難小屋 - 北ノ俣岳 -（太郎山）- 太郎兵衛平（有峰口からのルートに合流）※神岡新道から寺地山への入山ルートもある。太郎山の山頂は登山道の西側脇にある。
- 黒部五郎岳方面より：（各方面の登山口）- 黒部五郎岳 - 北ノ俣岳（飛越新道からのルートに合流）※雲ノ平と薬師沢小屋を経由して太郎兵衛平に合流するルートもある。

富山県が公開している山のグレーディングによれば、折立から太郎兵衛平を経由して山頂へ往復する場合の登山難易度は、体力度が1から10まで10段階中の5（1泊以上が適当）、技術的難易度はA - Eまで5段階中のB（登山経験が必要、地図読み能力があることが望ましい）とされている。

### 周辺の山小屋
周辺には以下の山小屋がある。
最寄りの山小屋は山頂の南西直下にある薬師岳小屋で、最寄りのキャンプ指定地はその南西にある薬師峠である。キャンプ指定地には給水施設とトイレが設置されている。山域は中部山岳国立公園内にあるため、キャンプ指定地以外の幕営は禁止されている。薬師峠から南西の太郎兵衛平にある太郎平小屋では、シーズン中に日本医科大学の夏山診療所「太郎平小屋診療所」が開設され、富山県警察の山岳警備員が常駐する。山頂直下南にある石造の避難小屋（愛知大学遭難事故の遺族により建設されたもの）は荒廃して使用できない。
| 画像 | 名称               | 所在地                 | 標高 (m) | 収容人数   | キャンプ地 テント張数 | 山頂からの 距離 (km) |
| ---- | ------------------ | ---------------------- | -------- | ---------- | --------------------- | -------------------- |
|      | スゴ乗越小屋       | スゴ乗越の南西         | 2,300    | 50人       | 20 - 30張             | 4.0                  |
|      | 薬師岳山荘         | 薬師岳直下南西         | 2,701    | 60人       | なし                  | 1.2                  |
|      | （キャンプ指定地） | 薬師峠                 | 2,294    | なし       | 100張                 | 2.5                  |
|      | 太郎平小屋         | 太郎兵衛平             | 2,330    | 150人      | なし                  | 3.3                  |
|      | 薬師沢小屋         | 黒部川本流の薬師沢出合 | 1,940    | 60人       | なし                  | 4.5                  |
|      | 折立ヒュッテ       | 有峰ダム東の折立登山口 | 1,350    | （休憩所） | 50張                  | 6.4                  |

### 高山植物
薬師岳周辺の登山道では以下のような多くの高山植物が見られる。折立からの登頂ルート上にある太郎兵衛平は新・花の百名山に選定され、田中澄江の著書でミズバショウとムシトリスミレなどが紹介された。
- 薬師平周辺：アオノツガザクラ、イワイチョウ、タテヤマリンドウ、ハクサンイチゲ、シナノキンバイ、ハイマツなど
- 薬師峠周辺：キヌガサソウ、マイヅルソウ、リュウキンカなど
- 太郎兵衛平周辺：コバイケイソウ、チングルマ、ハクサンフウロ、ミズバショウ、ミヤマキンポウゲ、ヨツバシオガマ、ワタスゲなど

| キヌガサソウ | コバイケイソウ | シナノキンバイ | タテヤマリンドウ | ハクサンフウロ |
| ------------ | -------------- | -------------- | ---------------- | -------------- |
|              |                |                |                  |                |

## 地理

### 周辺の山
山頂の北側約1 km地点には北薬師岳のピークがあり、南西約2 km地点には大きなケルンがある薬師平、南西約2.5 km地点には薬師峠（標高2,294 m）がある。
| 山容 | 名称       | 標高 (m) | 三角点等級              | 薬師岳からの 距離 (km) | 備考                                     |
| ---- | ---------- | -------- | ----------------------- | ---------------------- | ---------------------------------------- |
|      | 立山本峰   | 3,015    | （雄山・一等） 2,991.59 | 13.7                   | 日本百名山 主峰は雄山 最高標高点は大汝山 |
|      | 鳶山       | 2,616    |                         | 8.1                    | 五色ヶ原                                 |
|      | 越中沢岳   | 2,591.42 | 二等                    | 6.2                    |                                          |
|      | 薬師岳     | 2,926.01 | 二等                    | 0                      | 日本百名山                               |
|      | 太郎山     | 2,372.88 | 三等                    | 3.7                    |                                          |
|      | 赤牛岳     | 2,864.23 | 三等                    | 5.3                    | 日本二百名山                             |
|      | 北ノ俣岳   | 2,662    | （三等） 2,661.21       | 6.0                    |                                          |
|      | 祖父岳     | 2,825    |                         | 7.6                    | 雲ノ平                                   |
|      | 水晶岳     | 2,986    | （三等） 2,977.70       | 7.0                    | 別名：黒岳 日本百名山                    |
|      | 黒部五郎岳 | 2,839.58 | 三等                    | 8.5                    | 別名：中ノ俣岳 日本百名山                |

### 源流の河川
薬師岳を源流とする河川は以下のとおりで、いずれも日本海へ流れる。薬師峠が、岩井谷と薬師沢右俣との分水嶺となっている。
- スゴ一ノ沢、鳶谷、岩井谷など：常願寺川の支流
- 金作谷、薬師沢右俣など：黒部川支流

## ギャラリー

### 薬師岳の風景
- 北ノ俣岳から望む薬師岳
- 三俣蓮華岳から望む薬師岳（左奥）と雲ノ平
- 室堂山展望台から望む薬師岳
- 赤沢岳から望む薬師岳（左奥）と五色ヶ原（右）と黒部湖

### 薬師岳からの風景
- 北ノ俣岳方面
- 両白山地
- カール越しに望む赤牛岳
- 富山平野の夜景